# Vera Komisova
Vera Komisova (Leningrado, 11 de junho de 1953) é uma ex-atleta soviética, campeã olímpica dos 100m c/ barreiras em Moscou 1980.
Antes de 1980, Komisova havia competido nesta prova sem grandes marcas expressivas. Em 3 de junho de 1980, em Leningrado, num seletiva para as Olimpíadas, ela marcou 12s6 numa prova com vento a favor e cronometragem manual, para dias depois fazer 12s84, sua melhor marca, com cronometragem eletrônica, o que lhe assegurou uma vaga na equipe soviética.
Nos Jogos Olímpicos de Moscou, entrou na prova longe de qualquer favoritismo, vencendo sua eliminatória com facilidade em 12s67, nova marca pessoal e sua semifinal em 12s78. Na final, Vera surpreendeu as favoritas Johanna Klier, da Alemanha Oriental, campeã em Montreal 1976 e Grazyna Rabsztyn, da Polônia, a recordista mundial, para liderar a prova desde a metade e vencer em 12s56, novo recorde olímpico. Dias depois, fez parte da equipe soviética do revezamento 4X100 metros e conquistou mais uma medalha, de prata.
Menos de uma semana depois de sua atuação nos Jogos, Komisova participou da prova no Golden Gala, em Roma, marcando 12s39, a segunda melhor marca do mundo atrás apenas do recorde da polonesa Rabsztyn.
Apesar de competir ainda por vários anos, nunca mais mostrou a forma que mostrou em 1980, tendo como único resultado mais expressivo um sexto lugar no Campeonato Europeu de Atletismo de 1982, em Atenas.